# Tazio Andronico
Tazio Andronico (latino: Tatius Andronicus; fl. 310) è stato un console e un prefetto del pretorio dell'Impero romano.
Andronico fu nominato console prior assieme a Pompeo Probo nel 310: in Occidente, però, né Massenzio, che controllava Roma, né Costantino I, che regnava sulle Gallie, li riconobbero, e il loro potere fu effettivo, dunque, solo in Oriente. Nello stesso anno fu anche prefetto del pretorio d'Oriente.